# Pericoma simplex
Pericoma simplex és una espècie d'insecte dípter pertanyent a la família dels psicòdids que es troba a Sud-amèrica: l'Argentina (província del Neuquén) i Xile.